# Wietnam na Mistrzostwach Świata w Lekkoatletyce 2009
Wietnam na Mistrzostwach Świata w Lekkoatletyce 2009, reprezentowało dwoje zawodników - 1 mężczyzna i 1 kobieta, którzy nie zdobyli żadnego medalu podczas tego czempionatu.

## Zawodnicy

### Skok wzwyż kobiet
- Bùi Thị Nhung – nie zaliczyła żadnej wysokości w eliminacjach (XXX)

### Trójskok mężczyzn
- Nguyễn Văn Hùng – (43. miejsce w eliminacjach - 15.56 m)